# Jaime Sáenz
Jaime Sáenz (* 1921 in La Paz, Bolivien; † 1986 ebenda) war ein bolivianischer Schriftsteller, Dichter und Dramatiker.

## Leben
Sáenz wird zu den wichtigen Schriftstellern Hispanoamerikas des 20. Jahrhunderts gezählt. Sein Stil wird dem Surrealismus zugeordnet. Seit 1970 erhielt er eine Professur für bolivianische Literatur an der Universidad Mayor de San Andrés de La Paz, wo er eine Literaturwerkstatt eröffnete. Obwohl Saenz sich selbst nie um öffentliche Anerkennung bemühte, stellte der bolivianische Staat ihm als Anerkennung für sein literarisches Schaffen eine Wohnung auf Lebenszeit zur Verfügung. Dort schlief er jahrelang nur am Tag, weil er das Tageslicht für sich als bedrohlich empfand, und wurde nur in der Nacht aktiv. Jahrelang kämpfte Sáenz gegen seine Alkoholsucht, die den Gegenstand von La noche bildet. 1980 überlebte er ein Delirium tremens. 1986 erlitt er einen Rückfall und starb in einem erneuten Delirium.

## Themen
Zentrale Themen seiner Poesie sind Kälte, Ferne, Nacht, Körper und Tod. So sind Geister und Tote die am häufigsten verwendeten Figuren in seinen Werken. Gleichwohl beziehen die bizarren und skurrilen Typen sich auf das Leben in La Paz und ihre verarmte Mittelschicht und oft auf deren Mythizismus.

„Es ist, als ob der Autor sich sprachpsychologisch auf das Gebiet des Hintersinns begibt. Seine komisch-tragischen Figuren sprechen ohne Umschweife aus, was man gemeinhin als Hintergedanken bezeichnet“

## Werke
- El escalpelo (1955)
- Muerte por el tacto (1957)
- Aniversario de una visión (1960)
- Visitante profundo (1964)
- El fr´ío (1967)
- Recorrer esta distancia (1973)
- Bruckner (1978)
- Las tinieblas (1978)
- Felipe Delgado (1979), Roman
- Imágenes paceñas (1979)
- Al pasar un cometa (1982)
- La noche (1984)
- Los cuartos (1985)
- El Señor Balboa (1985)
- Santiago de Machaca (1985)
- Vidas y Muertes (1986)
- La piedra imán (1989)
- Los papeles de Narciso Lima Achá (1991)
- Obras inéditas (1996)
- Obra dramatica (2005)

Werke in deutscher Übersetzung
Helga Castellanos und Christa Fabry de Orias übersetzten drei Erzählungen und eine Prosadichtung aus dem bolivianischen Spanisch ins Deutsche:
- Die Räume. Erzählung. Unrast, Münster 2001, ISBN 3-89771-643-7.
- Der Señor Balboa. Erzählung. Unrast, Münster 2001, ISBN 3-89771-645-3.
- Santiago de Machaca. Erzählung. Unrast, Münster 2002, ISBN 3-89771-646-1.
- Die Nacht – Die Ferne durchschreiten. Prosadichtung. Unrast, Münster 2003, ISBN 3-89771-647-X.

Außerdem:
- Desde el profundo de la noche – Aus der Tiefe der Nacht. Prosadichtung. Zweisprachige Ausgabe, Auswahl und Übersetzung von Helga Castellanos. Teamart-Verlag, Zürich 2015, ISBN 978-3-908126-43-0. (Enthält: El frío – die Kälte, Visitante profundo – Unergründlicher Besucher, Aniversario de una visión – Jahrestag einer Vision).